# Paris Ouest La Défense
La Paris Ouest La Défense és una de les divisions o Établissement public territorial de la Metròpoli del Gran París. Creada al 2016, substitueix les antigues Comunitats d'aglomeració del Mont-Valérien, Seine-Défense i Cœur de Seine
Està formada per 11 municipis que pertanyen al districte de Nanterre del departament dels Alts del Sena.

## Municipis
1. Courbevoie
2. Garches
3. La Garenne-Colombes
4. Levallois-Perret
5. Nanterre
6. Neuilly-sur-Seine
7. Puteaux
8. Rueil-Malmaison
9. Saint-Cloud
10. Suresnes
11. Vaucresson